# Şənlik (Ağcabədi)
Şənlik è un comune dell'Azerbaigian situato nel distretto di Ağcabədi. Conta una popolazione di 2 821 abitanti.